# Fragile Allegiance
Fragile Allegiance est un jeu vidéo combinant des éléments de city-builder et de jeu 4X,  développé par Cajji Software et Gremlin Interactive, publié en décembre 1996 en Europe et en mars 1997 en Amérique du Nord sur PC (DOS, Windows). Il succède à K240, publié en 1994 par Gremlin Interactive.
Le jeu se déroule dans un univers de science-fiction dans lequel le joueur incarne un prospecteur humain chargé de l'exploitation minière des astéroïdes. Ce titre mélange des éléments de jeu 4X, dans la lignée de Master of Orion II: Battle at Antares, et des phases de construction et de gestion à la Sim City.

## Trame
Fragile Allegiance se déroule dans un univers futuriste : la surpopulation de la Terre a contraint l'humanité à migrer vers d'autres planètes, ce qui a augmenté les échanges économiques entre colonies et permis à d'énormes entreprises de voir le jour, dont la gigantesque TetraCorp. Confrontés à différentes races extraterrestres, les Humains ont formé une fédération galactique avec cinq d'entre elles.
Le joueur incarne un prospecteur franchisé chargé par TetraCorp de rechercher de nouveaux gisements de minerais dans un lointain système d’astéroïdes appelé les Secteurs fragmentés. Une fois sur place, il sera amené à côtoyer jusqu'à six autres espèces d'aliens, qui, elles aussi, cherchent à tirer profit des richesses du sous-sol selon des stratégies spécifiques à leur culture : les Achaeans, les Artemians, les Braccatians, les Mikotajs, les Rigellians, et les Maunas (détestés par tous).

## Système de jeu
Avant de commencer, le joueur doit paramétrer quelques options : taille de l'arène (petite, moyenne, grande), densité des astéroïdes (faible, normale, élevée), espèces extraterrestres en jeu, et atmosphère générale de la partie (calme, neutre, agressive). Il existe onze campagnes différentes, mais celles-ci ne sont pas scénarisées : il s'agit simplement d'un réglage prédéfini des options de jeu. Le joueur ne peut incarner qu'un prospecteur humain, sans jamais pouvoir diriger d'autres races.

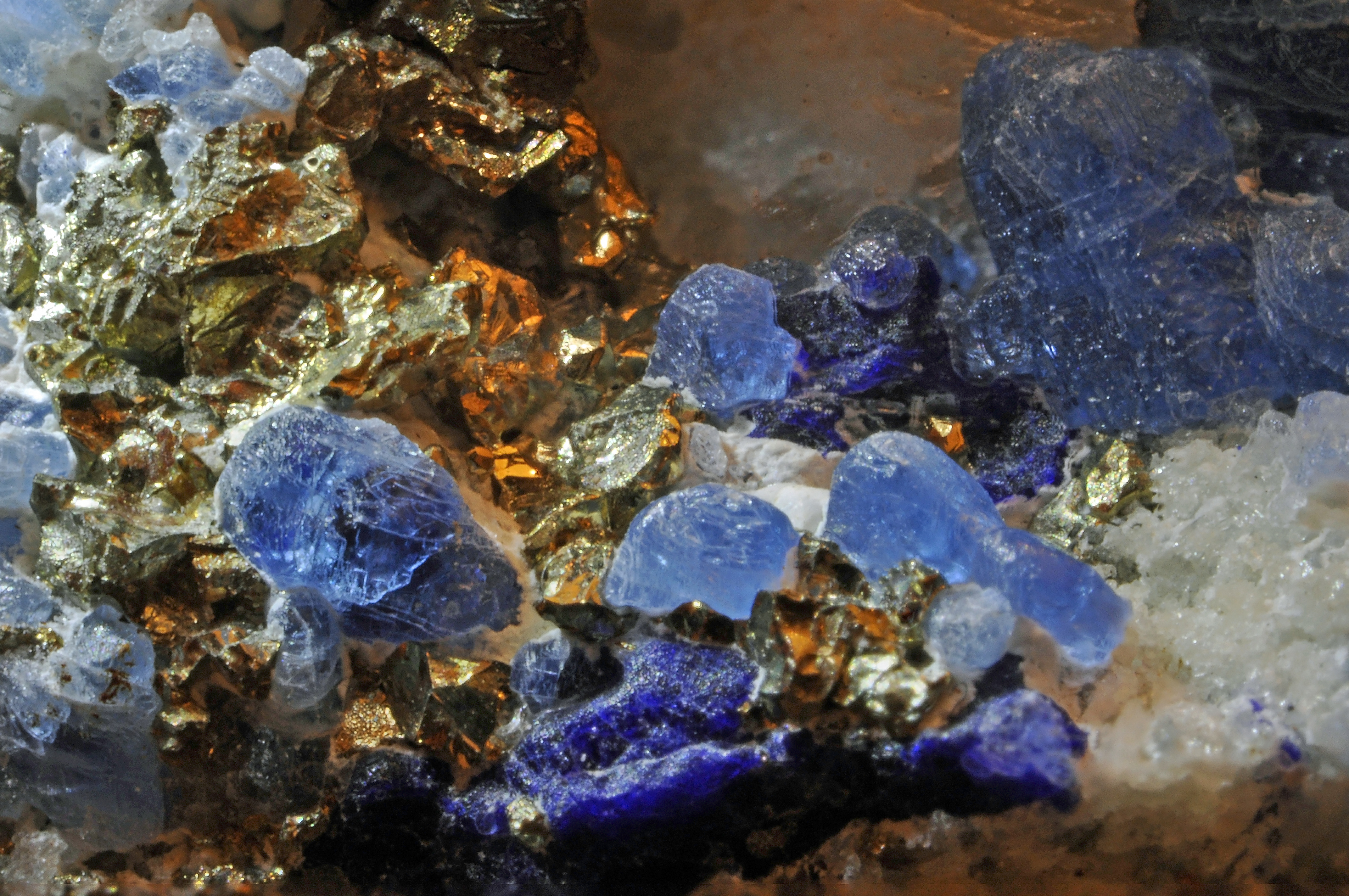
L'exploitation des minéraux est au cœur de Fragile Allegiance.

La partie débute en 2496 sur un astéroïde vide : le joueur dispose d'un vaisseau cargo, qui fait également office de vaisseau de colonisation, d'un bâtiment de survie disposant d'une autonomie limitée, et d'une réserve financière d'un million. Le joueur a comme ressources dix variétés de minéraux, qui servent à construire des missiles et des vaisseaux spatiaux, et de l'argent, qui sert à acheter des bâtiments, des plans techniques ou des vaisseaux, à engager du personnel, et à commercer ; l'argent se gagne en spéculant sur des marchandises dont le cours fluctue au cours du temps, en taxant la population (mais le taux d'imposition n'est pas paramétrable), et surtout en revendant les minéraux extraits des colonies.
Les bâtiments prioritaires servent à assurer la subsistance de la population (habitat, nourriture, eau, air, loisirs, soins, sécurité, réserves) et l'extraction de minerais. D'autres bâtiments permettent ensuite de mieux spécialiser l'activité du site : armement et assemblage de vaisseaux spatiaux, tourelle antimissile, tourelles anti-aériennes, moteur d'astéroïde pour propulser la colonie dans l'espace, neutralisateur de gravité pour immobiliser les astéroïdes à proximité, silo à missile pour attaquer l'ennemi à très longue distance, silo à satellite pour envoyer des satellites espions ; pour fonctionner, presque tous ces bâtiments ont besoin de main-d'œuvre et d'énergie (généralement fournie par différents modèles de capteurs solaires).
Les vaisseaux spatiaux servent principalement au combat. Tous sont personnalisables : leur taille conditionne leur résistance et le nombre de points d'emport où peuvent être installés des dispositifs d'attaque ou de défense. Les combats spatiaux sont gérés par l'ordinateur : quand deux flottes se rencontrent, elle combattent jusqu'à la destruction ou le retrait de l'une d'elles.
Le joueur peut recruter des superviseurs pour l'assister dans sa gestion des colonies, ou des agents secrets pour accomplir des missions chez les races qu'il connait. L'accès à de nouvelles technologies n'est possible qu'en achetant des plans de fabrication à la société Sci-Tek ; il n'y a ni système indépendant de recherche, ni possibilité d'échange scientifique avec les autres, ni d'option d'espionnage scientifique. La diplomatie est en effet limitée à la signature d'accords de non-agression, d'unions défensives, de plaintes contre des actions secrètes, ou de plaintes pour avoir traité avec les Maunas. Les plans et les superviseurs arrivent avec les cargos de TetraCorp, qui viennent chercher des minéraux chez le joueur à intervalles réguliers ; les agents secrets voyagent par leurs propres moyens.
La partie se termine quand le joueur se fait éliminer ou quand il détruit tous ses adversaires. Le score, calculé à chaque fois que le joueur quitte la partie, dépend avant tout de la quantité de minéraux extraits, de la quantité et de la qualité des minéraux revendus à TetraCorp, du nombre d'éléments construits (missiles, vaisseaux, bâtiments), et de la quantité d'argent amassée.

## Accueil
Fragile Allegiance est plutôt bien reçu par les critiques spécialisés, qui saluent généralement la beauté du jeu (PC Collector décrit même une ambiance à la Cosmos 1999), le gameplay stratégique bien pensé, et la compétence de l'intelligence artificielle. Plusieurs défauts sont néanmoins régulièrement évoqués : impossibilité de commander une race alienne, impossibilité de régler le rythme d'écoulement du temps, et quelque manque de clarté des mécanismes du jeu (Computer Gaming World indique par exemple que rien, dans le manuel ou le jeu, ne permet de connaître vraiment l'efficacité des armes, outre le fait de se fier à l'approximation « plus c'est cher, plus ça doit faire de dégâts »).
Ces sentiments mitigés sont résumés dans Gen4 par Thierry Falcoz, qui écrit « Sobre mais efficace. Trop sobre en fait, pour être honnête. Fragile Allegiance respire le déjà-vu, manque d'atmosphère [...] Malgré cela, Gremlin Interactive nous livre une nouvelle fois un produit plus que satisfaisant avec moult options, dont un multijoueur ainsi qu'une durée de vie très appréciable » ; et le journaliste conclut son article par « À conseiller en priorité à ceux qui ont adoré Ascendency [sic] et détesté Outpost ! »